# Cetengraulis
Cetengraulis – rodzaj ryb promieniopłetwych z podrodziny Engraulinae w obrębie rodziny sardelowatych (Engraulidae).

## Rozmieszczenie geograficzne
Do rodzaju należą gatunki występujące w wodach zachodniego Oceanu Atlantyckiego i wschodniego Oceanu Spokojnego.

## Morfologia
Długość ciała do 22 cm; masa ciała (największa opublikowana) 140,58 g.

## Systematyka
Rodzaj zdefiniował w 1868 roku niemiecko-brytyjski zoolog Albert C.L.G. Günther w publikacji własnego autorstwa zatytułowanej Katalog Physostomi, zawierający rodziny Heteropygii, Cyprinidæ, Gonorhynchidæ, Hyodontidæ, Osteoglossidæ, Clupeidæ, Chirocentridæ, Alepocephalidæ, Notopteridæ, Halosauridæ, w Muzeum Brytyjskim. Gatunkiem typowym jest (późniejsze oznaczenie) sardelina atlantycka (C. edentulus).

### Etymologia
- Cetengraulis: gr. κητος kētos ‘wieloryb’; εγγραυλις engraulis, εγγραυλιδος engraulidos ‘sardela’[6].
- Hildebrandichthys: Samuel Frederick Hildebrand (1883–1949), amerykański ichtiolog; gr. ιχθυς ikhthus ‘ryba’[2]. Gatunek typowy (oryginalne oznaczenie (również monotypowe)): Hildebrandichthys setiger Schultz, 1949 (= Engraulis edentulus Cuvier, 1829).

### Podział systematyczny
Do rodzaju należą następujące gatunki:
- Cetengraulis edentulus (Cuvier, 1829) – sardelina atlantycka[7]
- Cetengraulis mysticetus (Günther, 1867) – sardelina panamska[8]